# Vazodilatator
Vazodilatátor, tudi vazodilátor je snov ali učinkovina, ki širi žile oziroma povzroči relaksacijo gladkih mišičnih celic v steni žil, poveča pretok krvi skozi žile in zniža arterijski krvni tlak.

## Endogeni vazodilatatorji
Pomembna endogena (telesu lastna) vazodilatatorja sta dušikov oksid (NO) in prostaciklin (PGI2), v zadnjem času pa vse večji pomen pripisujejo endotelijskemu hiperpolarizirajočemu dejavniku (EDHF), katerega kemijska zgradba in vloga pri človeku še nista pojasnjeni.

## Učinkovine
Vazodilatorne učinke izražajo različne skupine učinkovin:
- organski nitrati (nitroglicerin, izosorbiddinitrat ...)
- zaviralci kalcijevih kanalčkov
- zaviralci renin-angiotenzin-aldosteronskega sistema (zaviralci angiotenzin pretvarjajočega encima, zaviralci angiotenzina II, zaviralci renina)
- hidralazin in dihidralazin
- analogi prostaciklina (iloprost) in prostaglandina E1 (alprostadil)
- zaviralci α1
- zaviralci endotelinskih receptorjev (npr. bosentan)
- zaviralci fosfodiesteraze tipa 5 (sildenafil, vardenafil, tadalafil)

## Mehanizem delovanja
Vazodilatatorji povzročijo dilatacijo (širjenje) žil z različnimi mehanizmi. Določeni vazodilatatorji povzročijo dilatacijo zlasti venskega žilja (na primer nitrati), drugi učinkoviteje delujejo na arterije (na primer zaviralci kalcijevih kanalčkov, dihidralazin, zaviralci endotelinskih receptorjev), nekatere skupine vazodilatatorjev pa delujejo na obe skupini žilja (zaviralci angiotenzin pretvarjajočega encima, zaviralci angiotenzinskega receptorja II, zaviralci renina, zaviralci α1, natrijev nitroprusid). Z vensko vazodilatacijo se zmanjša pritok krvi v srce in s tem se zniža utripni volumen srca, z arterijsko vazodilatacijo pa se zmanjša upor v arterijskih žilah; oboje posledično vodi v padec krvnega tlaka.

## Uporaba
Vazodilatatorji se uporabljajo pri različnih bolezenskih stanjih:
- povišan krvni tlak
- preeklampsija in eklampsija
- srčno popuščanje
- pljučna hipertenzija
- erektilna disfunkcija (zaviralci fosfodiesteraze tipa 5)[4]